# 클락 썬밸리 몬테라스
클락썬밸리 몬테라스(영어: Monterrace)는 필리핀 팜팡가주 클락 프리포트 존 조세 아바드 산토스 애비뉴에 위치하고 있다.